# راي سور أوثي
راي سور أوثي (بالفرنسية: Raye-sur-Authie)‏ هي بلدية تقع في إقليم باد كاليه من منطقة نور با دو كاليه في شمال فرنسا. تبلغ مساحة هذه المدينة 5.89 (كم²)، وترتفع عن سطح البحر 16 م، يبلغ عدد سكانها 238 نسمة حسب إحصاء المعهد الوطني للإحصاء والدراسات الاقتصادية سنة 2009 م. وترأس مانويل فيريرا البلدية خلال فترة (2008-2014).